# Dewi Merckx
Dewi Merckx (27 mei 1992) is een Belgisch golfer. 

## Levensloop
Dewi groeide vooral op in Centraal-Afrika. Zijn ouders werken voor de Europese Commissie voor Ontwikkelingshulp. Hij is nu lid van de Golf de 7 Fontaines en studeert Internationale politiek aan de Universiteit van Stirling.
In 2008 speelde hij mee in het Omnium, dat deel uitmaakte van de Alps Tour. In juli 2010 schreef het nationale  juniorenteam (onder 18 jaar) Belgische sportgeschiedenis door als eerste ooit een Europees kampioenschap te winnen. Het Europees Landen Team Kampioenschap werd in Turkije gespeeld. Captain was Thierry Noteboom, teamgenoten van Dewi Merckx waren Cédric van Wassenhove, Thomas Pieters, Bertrand Mommaerts, Grégory Mertensen en Thomas Detry.
Zijn handicap is +2,8 (2012). Hij kon pas in 2012 beginnen met het spelen van toernooien die meetellen voor de wereldranglijst.

## Gewonnen
- French Grand Prix (2 toernooien)
- 2010: Europees Landen Team Kampioenschap (U18)